# MTV Europe Music Award al miglior artista spagnolo
L'MTV Europe Music Award al miglior artista spagnolo (MTV Europe Music Award for Best Spanish Act) è uno dei premi degli MTV Europe Music Awards, che viene assegnato dal 2000.

## Albo d'oro

### Anni 2000
| Anno | Vincitore            | Nominati                                                             |
| ---- | -------------------- | -------------------------------------------------------------------- |
| 2000 | Dover                | - Enrique Iglesias - M-Clan - Mónica Naranjo - OBK                   |
| 2001 | La Oreja de Van Gogh | - Jarabe de Palo - Los Piratas - Najwa - Alejandro Sanz              |
| 2002 | Amaral               | - Enrique Bunbury - El Canto del Loco - Enrique Iglesias - Sôber     |
| 2003 | El Canto del Loco    | - Jarabe de Palo - Las Niñas - La Oreja de Van Gogh - Alejandro Sanz |
| 2004 | Enrique Bunbury      | - Bebe - David Bisbal - Estopa - Álex Ubago                          |
| 2005 | El Canto del Loco    | - Amaral - El Sueño de Morfeo - Melendi - Pereza                     |
| 2006 | La Excepción         | - Nena Daconte - La Oreja de Van Gogh - Macaco - Pereza              |
| 2007 | Violadores del Verso | - Dover - Pereza - La Quinta Estación - La Mala Rodríguez            |
| 2008 | Amaral               | - Pereza - Porta - Pignoise - La Casa Azul                           |
| 2009 | We Are Standard      | - Fangoria - Macaco - Nena Daconte - Russian Red                     |

### Anni 2010
| Anno | Vincitore        | Nominati                                                       |
| ---- | ---------------- | -------------------------------------------------------------- |
| 2010 | Enrique Iglesias | - Lori Meyers - La Mala Rodríguez - Najwa - SFDK               |
| 2011 | Russian Red      | - El Pescao - Nach - Vetusta Morla - Zenttric                  |
| 2012 | The Zombie Kids  | - Corizonas - Iván Ferreiro - Love of Lesbian - Supersubmarina |
| 2013 | Auryn            | - Pablo Alborán - Anni B Sweet - Fangoria - Lori Meyers        |
| 2014 | Enrique Iglesias | - Leiva - Sweet California - Vinila Von Bismark - Izal         |
| 2015 | Sweet California | - Alejandro Sanz - Leiva - Neuman - Rayden                     |
| 2016 | Enrique Bunbury  | - Álvaro Soler - Amaral - Corizonas - Leiva                    |
| 2017 | Miguel Bosé      | - C. Tangana - Kase.O - Lori Meyers - Viva Suecia              |
| 2018 | Viva Suecia      | - Belako - Brisa Fenoy - Love of Lesbian - Rosalía             |
| 2019 | Lola Índigo      | - Amaral - Anni B Sweet - Beret - Carolina Durante             |

### Anni 2020
| Anno | Vincitore       | Nominati                                                     |
| ---- | --------------- | ------------------------------------------------------------ |
| 2020 | La La Love You  | - Leiva - Don Patricio - Aitana - Carolina Durante           |
| 2021 | Aitana          | - Ana Mena - C. Tangana - Colectivo Da Silva - Pablo Alborán |
| 2022 | Bad Gyal        | - Dani Fernández - Fito & Fitipaldis - Quevedo - Rosalía     |
| 2023 | Samantha Hudson | - Abraham Mateo - Álvaro de Luna - Lola Índigo - Quevedo     |
| 2024 | Lola Índigo     | - Ana Mena - Belén Aguilera - Dani Fernández - Mikel Izal    |